# 5+2-Format

Die Republik Moldau und die abgespaltene Region Pridnestrowien/Transnistrien (hellgrün)

Das 5+2-Format, auch 5+2-Gespräche oder 5+2-Verhandlungen, ist eine diplomatische Plattform zur Lösung des Transnistrien-Konflikts.

## Entstehung und Verlauf
Die diplomatischen Gespräche des Formats finden unter der Schirmherrschaft der OSZE statt, die seit 1993 in den Verhandlungsprozess zwischen der Republik Moldau, Russland und der Pridnestrowischen Moldauischen Republik (PMR) einbezogen ist. Sie ersetzte Rumänien im Verhandlungsprozess über die Zukunft der Region, an dem sich nach dem Waffenstillstand im Konflikt zunächst Rumänien, Russland, die Republik Moldau und die PMR beteiligten. Als fünfter Partner kam 1994 die Ukraine hinzu. Nachdem die Republik Moldau das 2003 von Russland vorgelegte Kozak-Memorandum  zurückwies, das eine Föderalisierung Moldaus mit weitgehenden Kompetenzen für die PMR und Gagausien vorsah, wurden die Gespräche seit 2016 unter der Schirmherrschaft der OSZE-Mission in Moldau geführt und die USA und die EU als Beobachter einbezogen. Die Parteien treffen sich einmal wöchentlich in Bender (Stand: Februar 2022).
Im Jahr 2018 hatte die OSZE-Mission in Moldau 13 Arbeitsgruppen, die sich 72-mal trafen. Ihr Budget betrug 2018 insgesamt rund 2,7 Mio. Euro.
Die letzten Gespräche im 5+2-Format fanden 2019 statt. Vor dem Hintergrund des Krieges in der Ukraine ist das Format seit 2022 praktisch eingefroren, die Chefunterhändler beider Seiten kommen aber zu Treffen zusammen, die von der OSZE-Mission vermittelt werden.
Am 21. Februar 2023 widerrief Putin ein im Jahr 2012 erlassenes Dekret, wonach bei der Lösung des Transnistrien-Konflikts die territoriale Integrität der Republik Moldau gewahrt bleiben müsse. Am 24. Februar erklärte Russland, dass es jeden Angriff auf seine in Transnistrien stationierten Truppen als Angriff aus die Russische Föderation betrachten werde. Die International Crisis Group stufte die Lage in Moldova im Februar 2023 als „deteriorated“ (verschlechtert) ein.

## Erfolge
Am 25. November 2017 eröffneten der moldauische Premierminister Pavel Filip und Wadim Krasnoselsky, der oberste Funktionsträger der PMR, eine Brücke auf der internationalen Straßenverbindung M 14 zwischen Chișinău und Odessa, die bei den Kampfhandlungen  1992 zerstört wurde und 2002 bereits neuaufgebaut wurde, aber bis dahin gesperrt blieb. Ferner wurden vier Abkommen zwischen Moldau und PMR unterschrieben. Diese betrafen
- den Zugang moldauischer Bauern zu ihren von der PMR kontrollierten Feldern im Rajon Dubossary
- die Anerkennung von Diplomen der Universität in Tiraspol durch Moldau, wodurch diese auch international anerkannt wurden
- die unbehinderte Arbeit moldauischer Schulen in der PMR, in denen Rumänisch in Lateinschrift unterrichtet wird
- die Wiederherstellung von Festnetztelefonverbindungen zwischen Moldau und der PMR und die Betätigung von PMR – Mobilfunkanbietern in Moldau.[2]